# Enallagma nigrolineatum
Enallagma nigrolineatum är en trollsländeart som beskrevs av Belyshev och Haritonov 1975. Enallagma nigrolineatum ingår i släktet Enallagma och familjen dammflicksländor. Inga underarter finns listade i Catalogue of Life.